# Nowosadowe
Nowosadowe (ukr. Новосадове) – wieś na Ukrainie, w obwodzie donieckim, w rejonie kramatorskim. W 2001 liczyła 32 mieszkańców.